# Eupithecia iliata
Eupithecia iliata là một loài bướm đêm trong họ Geometridae.